# Jiří Hlava
Jiří Hlava (28. listopadu 1945 Zlín – 3. dubna 2021 Mladá Boleslav) byl český jazzový trumpetista. Byl významnou osobností české jazzové, ale i popové scény. Natočil desítky skladeb na trubku i na křídlovku. Jako sólista byl stálým členem Tanečního a Jazzového orchestru Československého rozhlasu, později Big Bandu Radio Praha a Big Bandu Felixe Slováčka. Zkušenosti sbíral i v zahraničí. Spolupracoval s mezinárodními rozhlasovými orchestry EBU-UER (European Broadcasting Union), hrál s předními světovými trumpetisty (James Morrison, Bobby Shew). Na domácí scéně s orchestry Karla Vlacha, Gustava Broma, Václava Hybše, Ladislava Štaidla. Doprovázel zpěváky Milana Chladila, Yvettu Simonovou, Karla Gotta, Helenu Vondráčkovou, Petru Janů, Josefa Laufera a další. Zakládající člen jazz-rockové skupiny Šest strýců. Často vystupoval se skupinou Golem.
Jiří Hlava se uplatnil především jako leader orchestrální sekce, k čemuž ho předurčoval smysl pro souhru a výrazný, plný nástrojový tón, společně se stylovou přizpůsobivostí. V roce 1998 mu byla svěřena nahrávka šestnácti romantických evergreenů na CD Romantic Trumpet.
V roce 1971 obsadil v žebříčku evropských trumpetistů v anketě jazzových kritiků USA, uveřejněném v hudebním časopise Down Beat, první místo.

## Život

### K jazzu přes Zlín a Ostravu
Narodil se 28. listopadu 1945 ve Zlíně. Během povinné školní docházky si na základní umělecké škole vybral soukromou výuku na housle. V jeho profesním směřování ale zvítězila trubka, na kterou v Symfonickém orchestru Československého rozhlasu v Bratislavě hrál jeho bratranec Vladimír Jurča. Proto se i přes nesouhlasné stanovisko svého otce přihlásil v rodném městě na trubku do hudebního kroužku, spadajícího pod pionýrský oddíl. Instruktorem mu byl o dva roky starší Antonín Slováček (později známý pod uměleckým pseudonymem Felix). V sedmé třídě odložil housle definitivně. Hře na trubku se už věnoval i na lidové škole umění a zároveň dojížděl na konzultace k profesorovi Jelínkovi na konzervatoř do Brna. Kromě toho v mládí aktivně provozoval cyklistiku a krasojízdu na kole.

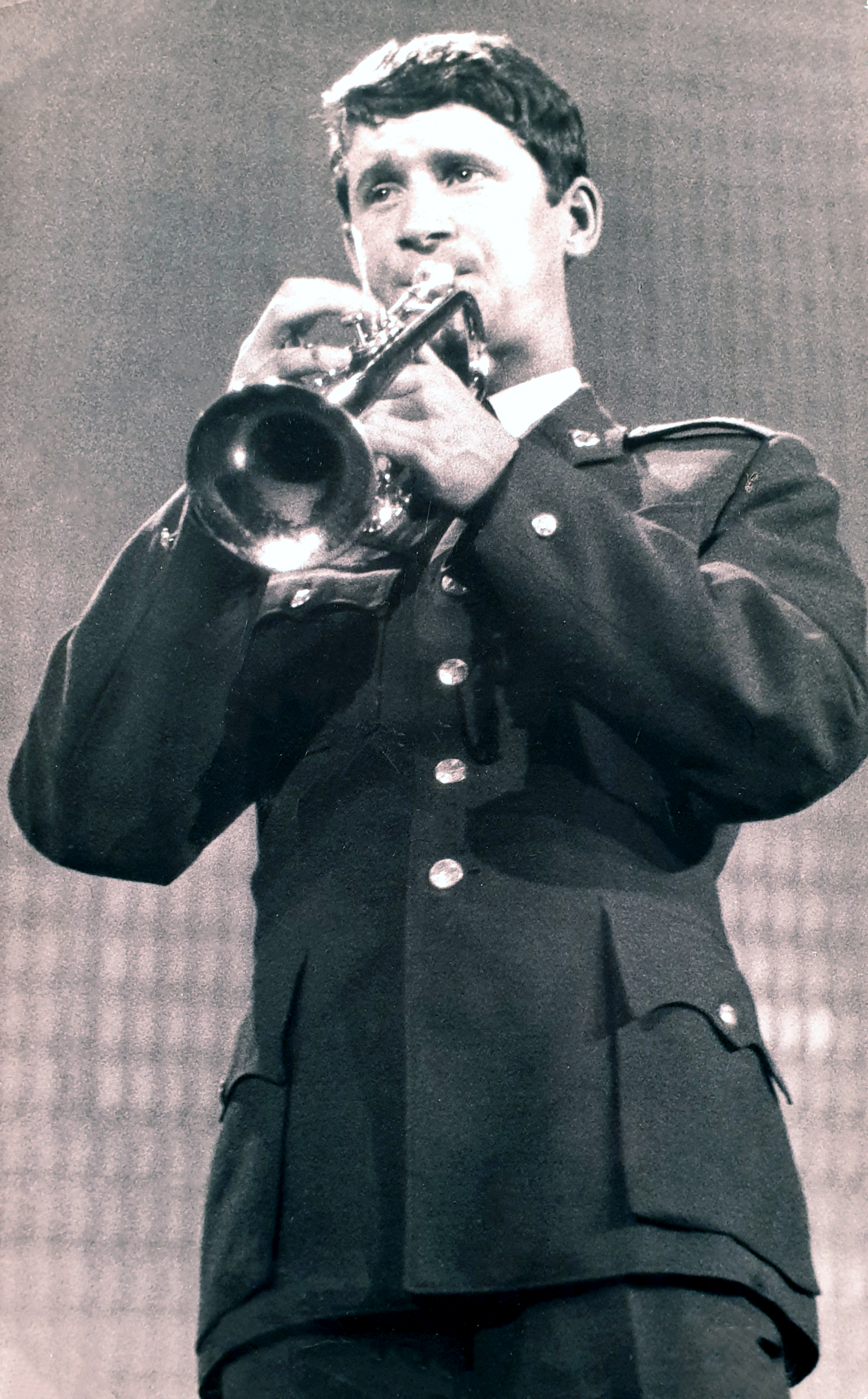
Jiří Hlava během vojenské služby a působení u Armádního uměleckého souboru v Praze.

V roce 1959 složil přijímací zkoušky na Ostravskou konzervatoř (dnešní Janáčkova konzervatoř v Ostravě), do třídy profesora Quido Fišera, člena ostravské Státní filharmonie, a jednoho z mála stoupenců hudebního proudu, který komunistický režim neměl v oblibě, jazzu. V roce 1960 dostali umístěnku do Ostravy Ivo Pavlík a Milan Mader (Pavlík jako učitel, Mader do lékárny, společně hrát ale začali už během studií pedagogické školy resp. farmacie v Brně v Big Bandu Erika Knirsche). V Ostravě založili kvintet M-klub a přibírají i Jiřího Hlavu, kterému v té době nebylo ani patnáct let. Inspirací v hraní jsou mu živá vystoupení orchestrů Gustava Broma, Karla Kraugartnera, S+HQ Karla Velebného a Jana Konopáska. Jako přímý vzor měl Milese Davise. Poté, co kvintet M-klub zvítězil v celostátní soutěži malých amatérských jazzových kapel (1961), mění se v profesionální kapelu. Paralelně s pokračujícím studiem s ním Hlava vystupuje na lázeňských koncertech v Luhačovicích, Sliači nebo Trenčianských Teplicích. Kromě toho působil ve školním symfonickém orchestru a vypomáhal Zlínské filharmonii (tehdy Gottwaldovské) s příslibem možnosti získat stálé místo ihned po ukončení vojenské služby. V ostravské Kavárně mladých si během jam sessions zahrál s trumpetistou Jaromírem Hniličkou, kontrabasistou Luďkem Hulanem, zpěvákem a jazzovým trumpetistou Richardem Kubernátem, saxofonistou Karlem Krautgartnerem, trombónistou Zdeňkem Pulcem, klavíristou Rudolfem Roklem či všestranným hudebníkem Karlem Velebným.
Po završení pátého ročníku konzervatoře absolvuje úspěšný konkurz do Armádního uměleckého souboru Víta Nejedlého (AUS VN) a souběžně nastupuje dvouletou vojenskou službu. Prvním rokem působil ve velkém dechovém orchestru pod vedením Pavla Bayerleho, druhým v muzikálovém orchestru Miroslava Válka. Zároveň se věnoval jazzu v jazzovém kombu s Pavlem Burdou (bicí), Luďkem Švábenským (piano), Čeňkem "Vincencem" Kummerem (kontrabas) a Jiřím Stivínem (flétna, saxofon). Často hráli v pražské Viole. Nahrávka z jejich vystoupení během Mezinárodního jazzového festivalu Praha v roce 1966 se dostala až do vysílání Voice of America, Hlasu Ameriky.
Ve stejném roce Jiří Hlava vyhrál národní soutěž jazzových trumpetistů do pětadvaceti let a byl vyslán na celosvětovou stejného zaměření do Vídně, kde se probojoval do finále (1966). Po krátké epizodě v AUS VN v pozici civilního zaměstnance přijímá dlouhodobé angažmá u Ivo Pavlíka.

### Na západ s The Pavliks, do Ruska s Chladilem
Na konci 60. let 20. století založil Ivo Pavlík skupinu, hrající mix popu a jazzu. Vystupovala zejména v Německu, Švýcarsku a Skandinávii, v jazzových klubech a nočních podnicích. Většinou se jednalo o tří až pětiměsíční turné. Pod názvem The Pavliks vydal Pavlíkův Orchestr, neboli Kvintet (název se měnil podle počtu členů) v tehdejší Německé spolkové republice dvojici malých desek, tzv. singlů. Hudební agenti, sjednávající zahraničí koncerty, upravili název skupiny ve stylu The Beatles. Kromě Ivo Pavlíka (klávesy) a Jiřího Hlavy ji tvořili Arne Peters (bicí a zpěv), Rudolf Guňka (saxofon) a Jiří Raška (basová kytara). Jednou ze čtyř vydaných nahrávek je Pihovatá dívka, v tuzemsku populární skladba Pavla Nováka s německým textem (Sommersprossen). Dalšími skladbami byly Twen (SP CC-4001) a Little Mama / Can't Take My Eyes Off You (SP CC-4002).

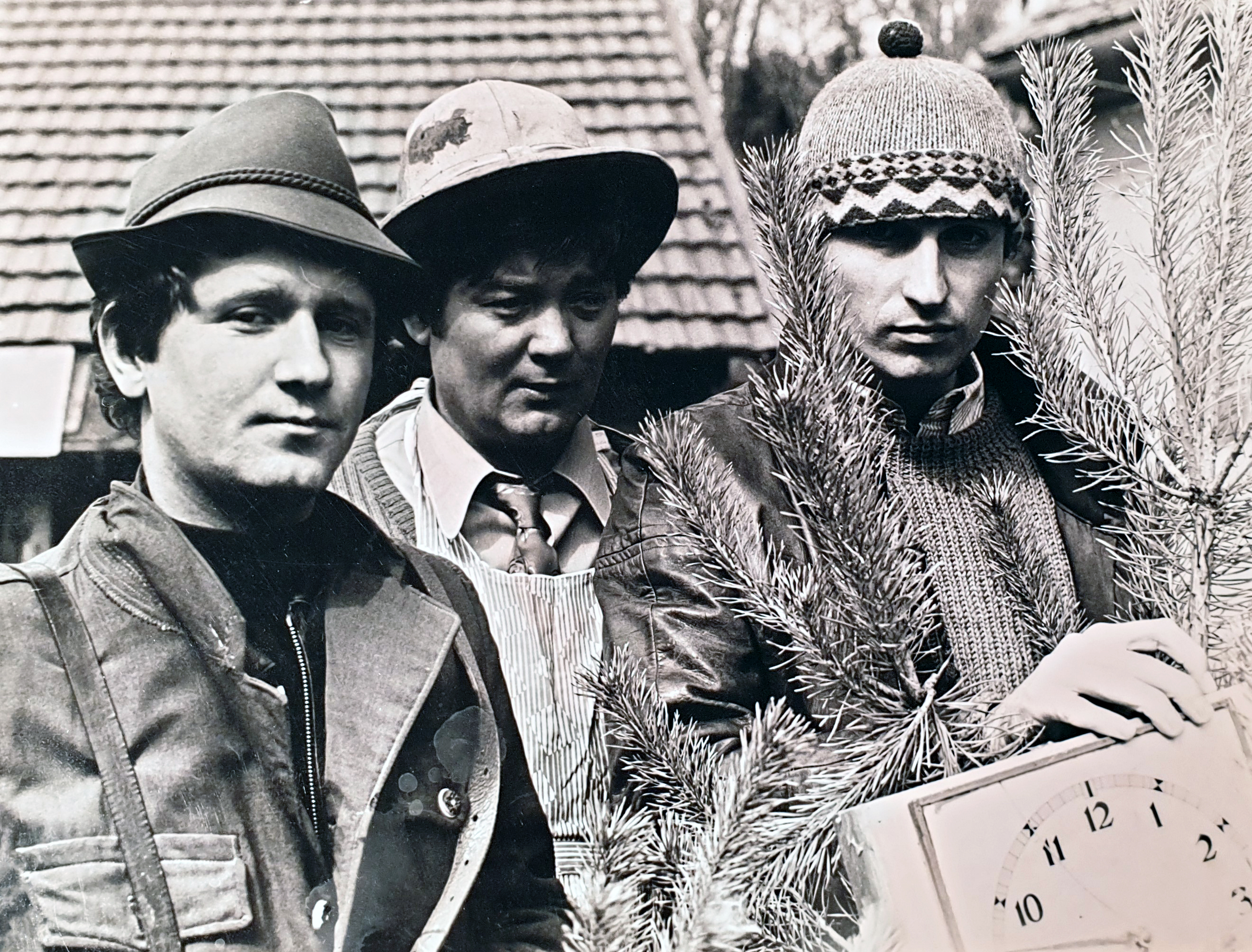
Muzikantská recese. Jiří Hlava, Milan Chladil a Jiří Štědroň.

V roce 1967 dostali Jiří Hlava s Ivo Pavlíkem nabídku od zpěváka Milana Chladila zúčastnit se velkého turné po Sovětském svazu. V roce 1970 se Pavlíkova kapela rozpadá a v době nastupující normalizace a omezení zájezdů do zahraničí, přijímá Hlava nabídku Josefa Laufera na angažmá v jeho doprovodné skupině. S dalšími bývalými kolegy z AUS VN s ním vyrazili na jazzrockový festival do Palerma, plánují turné po Německu, ale půlroční nacvičování vyšlo vniveč. Koncerty byly zrušeny a hudebníci zůstali bez práce.
Opět se jich ujal Milan Chladil. A zrodili se Strýci.

### Strýci v Redutě, Vondráčková a TOČR

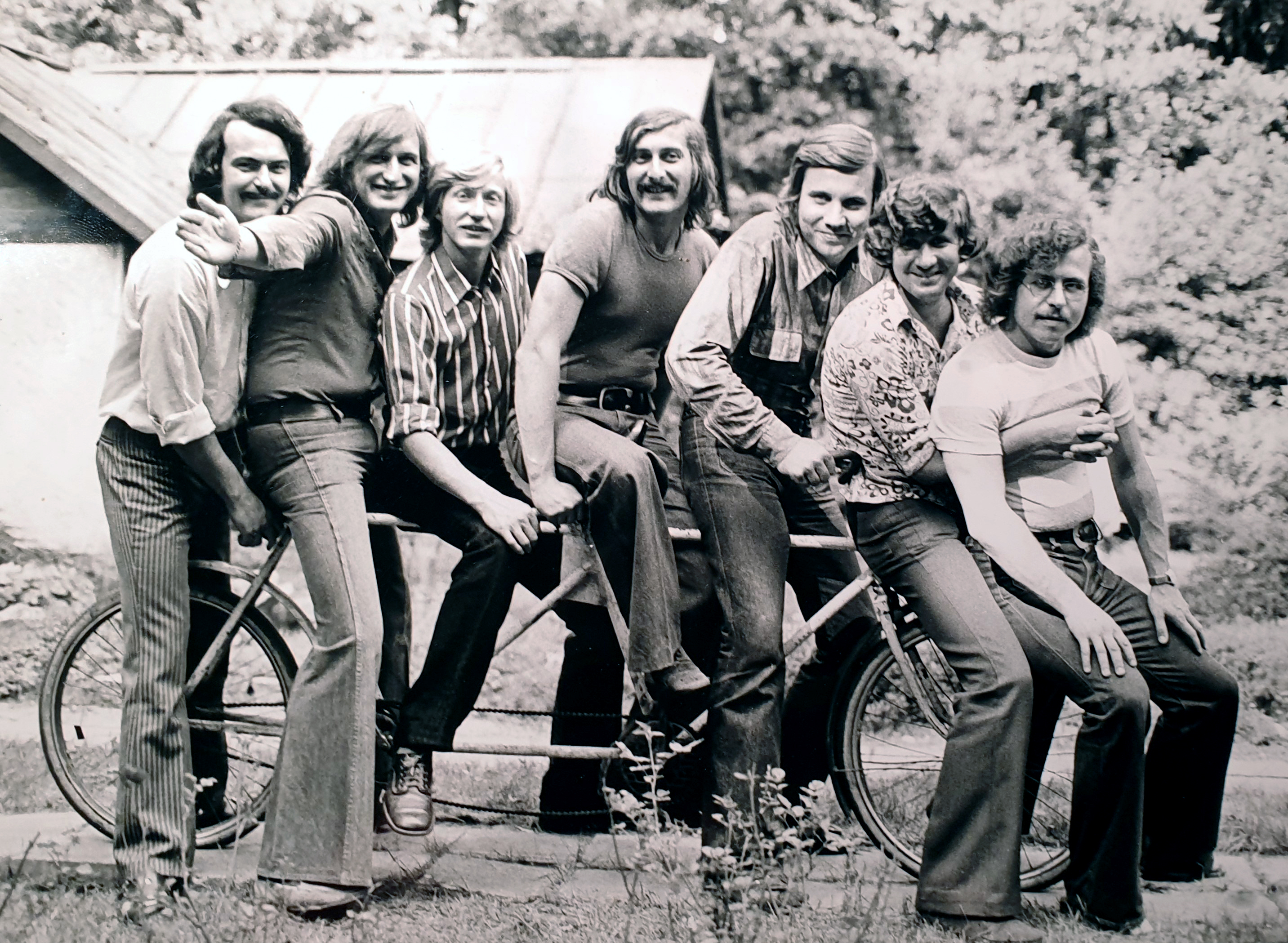
Jazz-rocková skupina Strýci. Jiří Hlava druhý zprava.

Na začátku 70. let byl Jiří Hlava zakládajícím členem jazz-popového uskupení Strýci, známého také jako Šest strýců. Stylově se inspirovali mj. u americké rock-pop-jazzové skupiny Chicago.
Doprovodná kapela Milana Chladila (1970-1971) z cest po Sovětském svazu, ale i dalších zemích, se po dvou letech přidává k Heleně Vondráčkové (1972-1979), ve druhé polovině existence pod názvem Luděk Švábenský Se Svým Orchestrem. Původními členy byli Jiří Hlava (trumpeta, zpěv), Luděk Švábenský (klavír, varhany, zpěv, kapelník), Josef Bažík Pavelka (pozoun, zpěv), Jan Václavík (saxofon, zpěv), Jiří Jech (saxofon), Václav Kozel (saxofon, zpěv), Ladislav Chvalkovský (basová kytara, zpěv), Miroslav Ryška (basová kytara), Ivan Smažík, (bicí, zpěv), Pavel Fořt (kytara).
V roce 1972 jim v jazzové edici Gramofonového klubu vyšlo LP album Víno, zelí a zpěv (Supraphon, 1 15 1258). Živá nahrávka proběhla 13. ledna 1972 v pražském jazzovém klubu Reduta. Komentář na přebalu desky uváděl, že combo mladých hudebníků s bohatými zkušenostmi z orchestrů nejrůznějšího zaměření, dal základ první koncepčně vyhraněné skupině v Československu, která přinesla svéráznou symbiózu moderního jazzového mainstreamu s oblastí tehdejší populární hudby, a představuje to, co bývalo obvykle označováno jako jazz-rock.

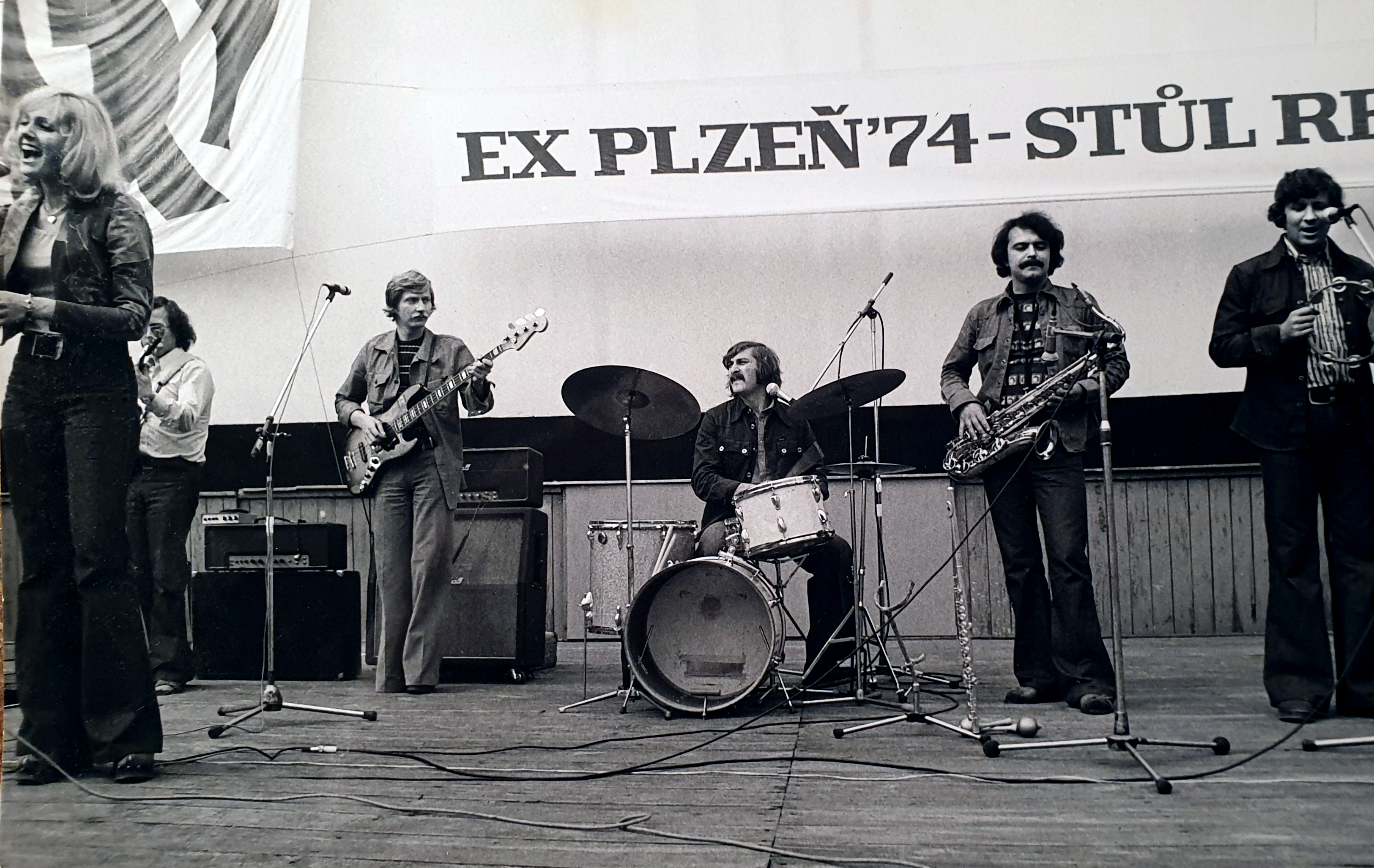
Koncert Heleny Vondráčkové a Strýců Luďka Švábenského na výstavě EX Plzeň 1974.

Doprovodnou kapelu Heleny Vondráčkové, se kterou se opět vydal do Sovětského svazu, ale rovněž na turné do Brazílie, opustil Jiří Hlava v roce 1975, a získal post stálého člena Tanečního a Jazzového orchestru Československého rozhlasu (TOČR/JOČR), řízeného Josefem Vobrubou a Kamilem Hálou. V dechové sekci se tam potkal s Václavem Králem a Laco Deczim. Na již méně častých zahraničních cestách vystupovali například na festivalu Jazz Ost-West v Norimberku. Později hlavně v bývalé Německé demokratické republice (Jazzové dny v Berlíně) a Polsku (Jazz Jamboree ve Varšavě). Cesty na západ mu byly dočasně znemožněny s odůvodněním, že ve Švýcarsku žijí jeho dvě sestry, které po roce 1968 emigrovaly.
V roce 1992 došlo v souvislosti s rozdělením Československa k velkým změnám i na hudební scéně. Byl zrušen TOČR a s ním oficiální pracovní místa hudebníků jako rozhlasových zaměstnanců. Spolupráce pokračovala už jen na základě dohody. Orchestr změnil název na Big Band Radio Praha, později Big Band Českého rozhlasu, a nakonec Big Band Felixe Slováčka.
V Českém rozhlase nahrál Jiří Hlava na trumpetu či křídlovku 163 sól a sólových titulů.
Pravidelně cestoval do Lipska do orchestru, vedeného Klausem Fischerem, nebo na hostování do Mezinárodního orchestru Berlínského rozhlasu pod vedením Martina Hoffmana, a také do Yles Radie Helsinki a Hessisches Rundfunk Orchester.
Zahrál si na mezinárodních festivalech jazzové a moderní populární hudby v Debrecínu, Monaku, Palermu, Tbilisi nebo ve Vídni.

### S Golemem na evropskou Broadway

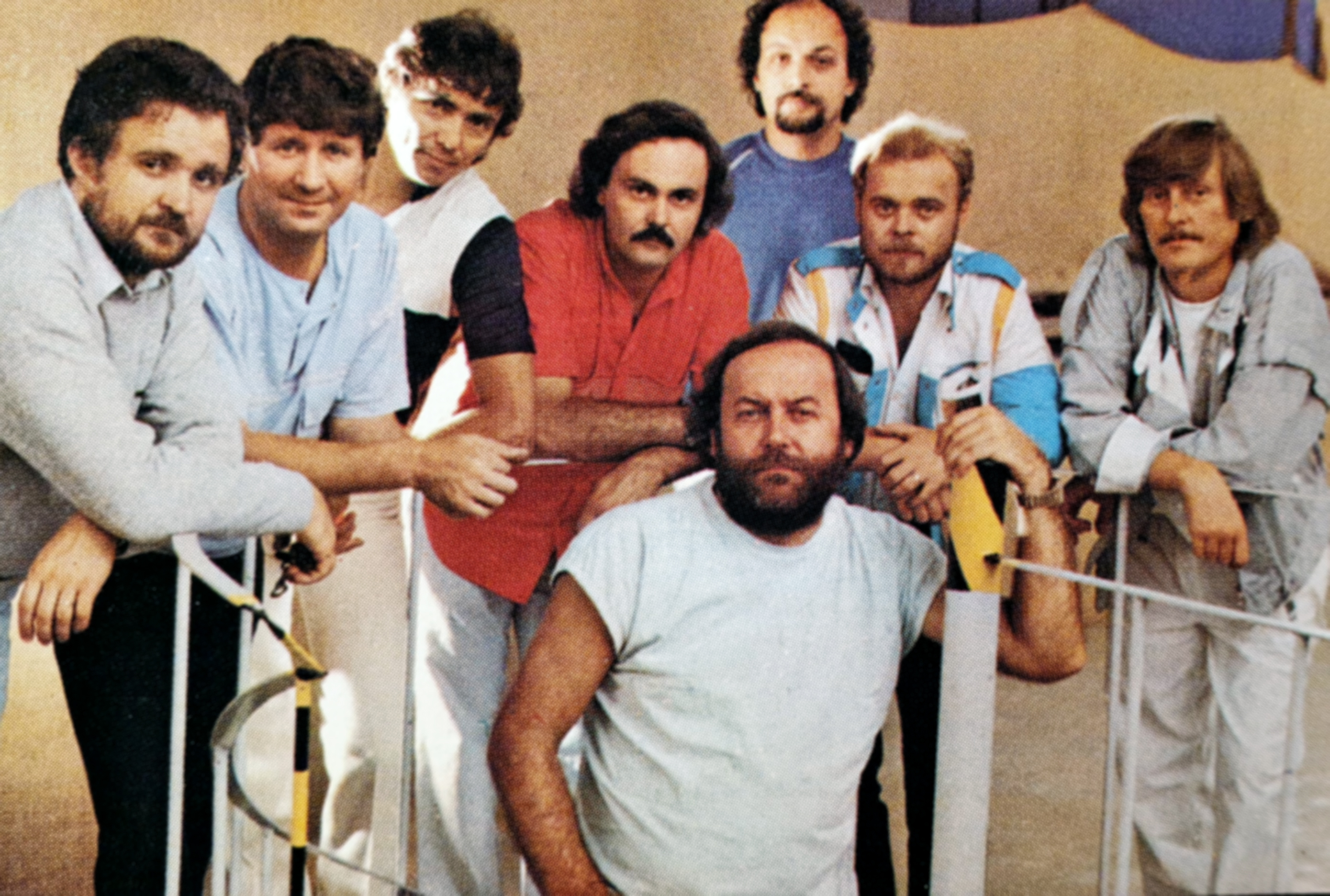
Golem Jana Václavíka, skupina mj. doprovázející Josefa Laufera a Petru Janů.

S Janem Václavíkem ze Strýců se Jiří Hlava znovu sešel ve skupině Golem, která doprovázela Petru Janů a Josefa Laufera. Na konci 80. let absolvovali společně s taneční skupinou UNO choreografa Richarda Hese celoevropské turné s programem slavných muzikálových melodií z Broadwaye.
U základů orchestru stáli členové skupiny, která Laufera doprovázela od roku 1968. V roce 1973 rozšířil jejich řady saxofonista, skladatel a aranžér, Jan Václavík, manžel sborové zpěvačky Vlasty Kahovcové. Po půl roce převzal ve skupině vedení a personálně ji přestavěl. Vznikl malý band s hráči, orientujícími se v populární hudbě, rocku i jazzu, který kromě stálé koncertní spolupráce s Josefem Lauferem a jeho hosty (a posléze Petrou Janů) sloužil Pantonu pro studiovou práci. Pod novým názvem Golem se kapela realizovala též v samostatných nahrávkách, nejdříve instrumentálních, poté i vokálních. Ačkoliv v jejím zvuku byl patrný vliv amerických formací Blood, Sweat & Tears, Tower Of Power a Chicago, Golem byl repertoárově soběstačný, což prokázal na vlastních albech Kde se pára vaří (1984) a Pardon (1988). Pro svou univerzálnost byl vyhledáván jako doprovodné těleso na hudebních festivalech doma i v zahraničí. Pravidelně vystupoval na pivních slavnostech v německém Regensburgu. Ve Václavíkově Golemu na postu trumpetisty alternoval Jiří Hlava s Václavem Týfou.
Opakovaně byl přizván, aby doprovázel Karla Gotta zejména během vánočních koncertů v Praze nebo na vystoupení v polských Sopotech.

### Na festivalovém singlu začínající Lucie Bílé

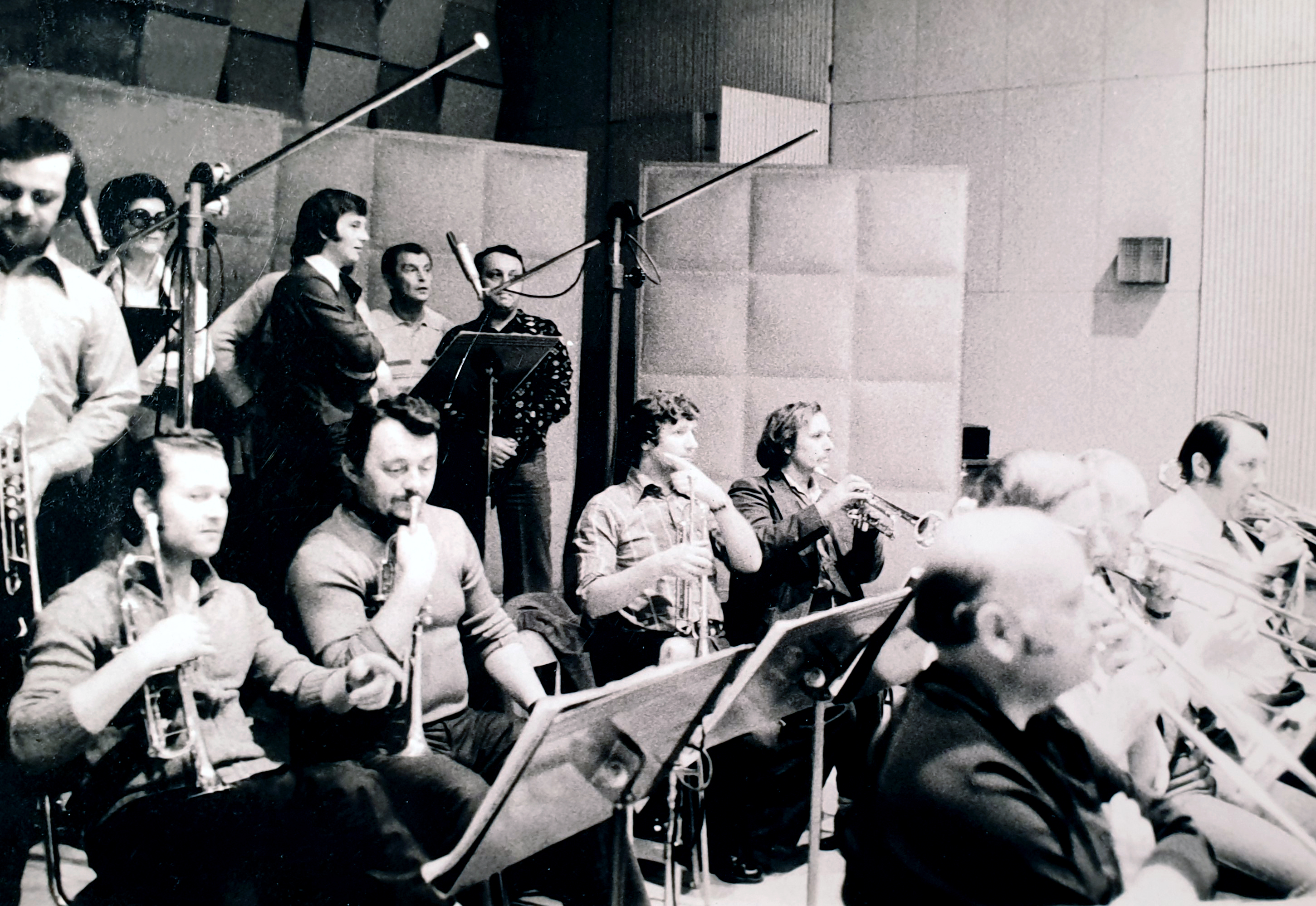
Trumpetová sekce Tanečního a Jazzového orchestru Československého rozhlasu - zleva Jan Čapoun, Václav Král, Jiří Hlava a Laco Déczi (první polovina 80. let 20. století)

V roce 1986 vystoupila zatím málo známá zpěvačka Lucie Bílá na bratislavské Lyře s písní Neobjevená z dílny Petra Hanniga. Stejnou skladbu, ale v instrumentální verzi a se sólem na trubku, odehrál na druhé straně speciálního festivalového singlu právě Jiří Hlava.
Několikrát se zúčastnil srazu big beatových kapel Beatnicks v Lübecku.
Až do roku 2020 působil v Big Bandu Felixe Slováčka a do jara 2021 učil na ZUŠ v Turnově. Byl členem kvartetu, který založil ředitel ZUŠ Turnov Bohuslav Lédl. Účinkoval rovněž v mladoboleslavském Big Bandu Relax Přemysla Vlasty nebo s Miroslavem Surkou v Military bandu. Poslední velké zahraniční turné absolvoval v roce 2014 ve Francii.
V minulosti se věnoval skladatelské činnosti a zkomponoval melodie ke krátkým filmům a televizním inscenacím.
Zakladatel rodinných sportovních her v Křenovech.
V roce 2019 obdržel od Nadace Život umělce a Intergramu ocenění za dlouholetou uměleckou činnost, Senior Prix 2019.
Jiří Hlava zemřel 3. dubna 2021 v Mladé Boleslavi.